# Monte Darling
El monte Darling (77°15′S 143°20′O / -77.250, -143.333) es el más alto de las montañas Allegheny, se encuentra a 1,5 km al oeste del monte Swartley en las cordilleras Ford, Tierra de Marie Byrd, Antártida. Fue descubierto durante vuelos de reconocimiento desde la Base Occidental del Servicio Antártico de Estados Unidos en 1940, y su nombre hace honor al Profesor Chester A. Darling del Allegheny College, Meadville, Pennsylvania.